# Irving & Casson

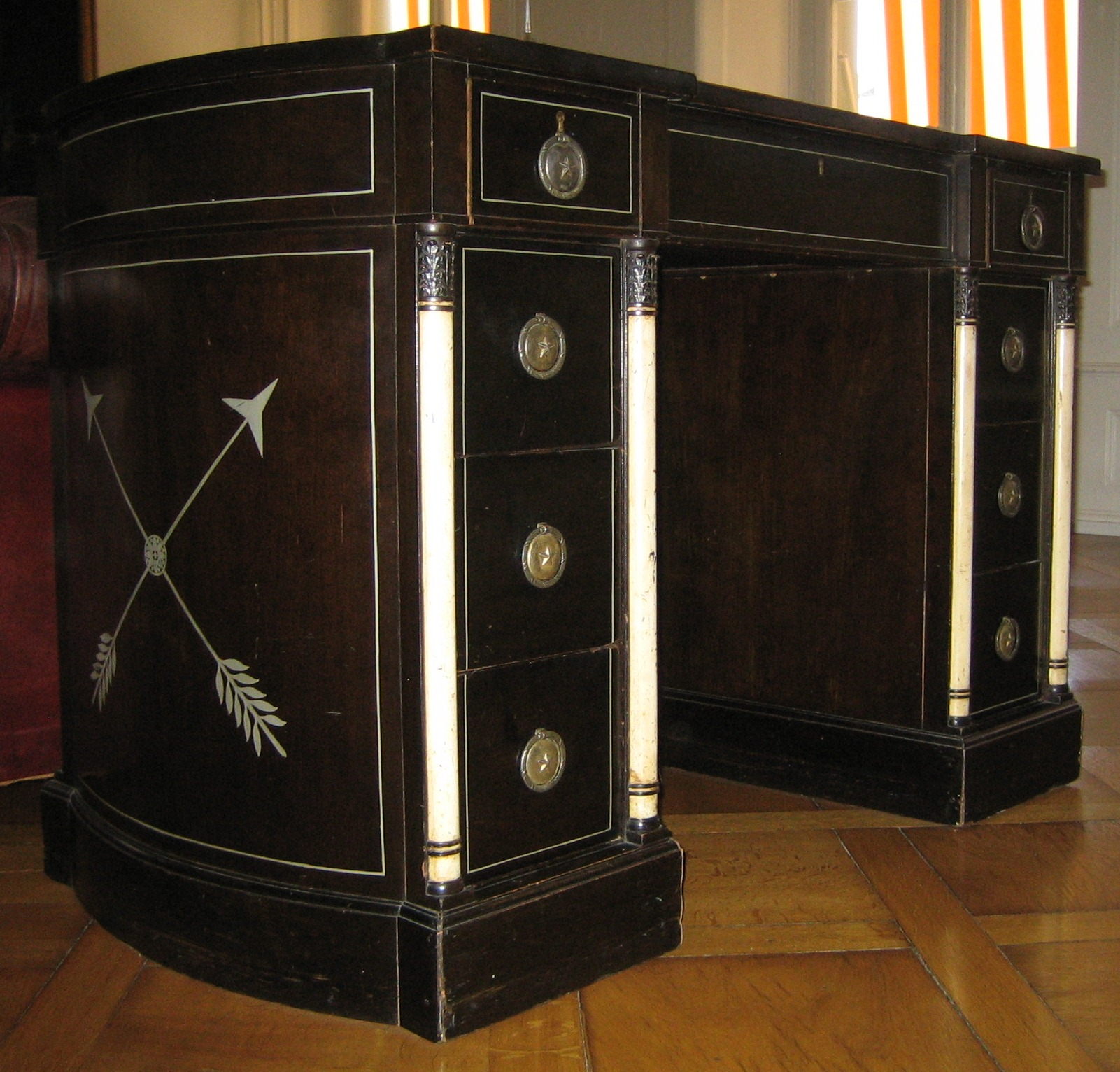
Irving & Casson–A. H. Davenport Co.: Schreibtisch im französischen Empire-Stil. Auf der Unterseite mit einer Firmenplakette mit folgender Inschrift versehen: Irving & Casson–A. H. Davenport Co. Boston (Copley Sq.) NEW YORK (Fifth Avenue) und einem Schlagstempel mit der Nummer 2530.

Irving & Casson war eine 1875 gegründete Firma für Innenarchitektur und Möbelbau in Boston.

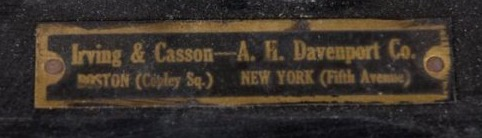
Firmenplakette von Irving & Casson.

Die Firma war auf Holzarbeiten wie Täfelungen und Kaminumfassungen spezialisiert. Irving & Casson stellte auch Möbel im Stil des 17., 18. und frühen 19. Jahrhunderts her. Zwischen 1914 und 1916 fusionierte die Firma mit A. H. Davenport, einer Firma, welche ebenfalls in Boston ansässig war. Beide Unternehmungen hatten Manufakturen in East Cambridge, einem Ortsteil von Cambridge, Massachusetts. Nach der Fusion führte Irving & Casson–A. H. Davenport Co., wie sich die Firma jetzt nannte, zahlreiche Aufträge zur Ausstattung von neugotischen Kirchen aus, darunter die Kapelle der Duke University und jene der University of Pittsburgh. Das letzte Großprojekt, das die Firma ausführte, war in den 1950er Jahren, als sie für Teile der Innenausstattung des UN-Hauptquartiers in New York City verantwortlich zeichnete.
Irving & Casson–A. H. Davenport Co. stellte ihre Geschäftstätigkeit 1974 ein.